# Гимн Республики Саха
Гимн Республики Саха (якут. Саха Өрөспүүбүлүкэтин өрөгөйүн ырыата) или Гимн Якутии является региональным гимном Республики Саха, субъекта Российской Федерации. Является одним из официальных символов Республики Саха, наряду с флагом и гербом Республики Саха. Первоначально он был написан на якутском языке Саввой Тарасовым и Михаилом Тимофеевым. Гимн был переведён на русский язык Владимиром Фёдоровым. Музыку написал Кирилл Герасимов. Гимн был официально принят 15 июля 2004 года.
Музыка гимна исполняется в тональности фа мажор.

## Обзор

### Создание
После того, как Якутская АССР была переименована в Республику Саха (Якутия), была принята её первая пост-советская конституция. В то время официального гимна Республики Саха не существовало. Конституция в статье 140 только предусматривает, что «Республика Саха (Якутия) имеет свой Государственный герб, флаг и гимн.»
После утверждения новой конституции была создана комиссия по созданию гимна РС (Я), председателем которой был поэт Савва Тарасов. Был объявлен конкурс на гимн. Сотни проектов гимна были получены со всей страны, но комиссия не одобрила ни одного. Это привело к тому, что в сентябре 1992 года Савву Тарасова сменил заместитель Председателя Правительства Республики Саха К. К. Корякин.
После этой неудачи президент Республики Саха Михаил Николаев лично поручил министру культуры Республики Андрею Борисову продолжить поиск гимна. Песня Айхал ырыата была предложена в качестве гимна в сентябре 1995 года на заседании Государственного Собрания Республики Саха. Слова предлагаемого гимна были написаны Дмитрием Сивцевым. Музыка гимна была основана на заключительном хоре из оперы «Ньургун Боотур» (по-русски «Богатырь Нюргун»), которая была написана Марком Жирковым и Генрихом Литинским и аранжирована Юрием Шейкиным.
Песня «Айхал ырыата» 8 лет использовалась на официальных мероприятиях республики в качестве гимна и стала привычной, однако так и не была официально утверждена Государственным Собранием.
В 2000 году новая комиссия под руководством народного депутата Г. Г. Местникова представила новую версию гимна (якут. Саргы ырыата). Слова были написаны Саввой Тарасовым и Михаилом Тарасовым, а музыку написал Кирилл Герасимов, однако окончательное решение комиссия не приняла.

### Утверждение
26 марта 2003 года Президент Республики Саха Вячеслав Штыров издал указ о создании новой комиссии по подготовке гимна под руководством Е. С. Никитиной. На последнем заседании 4-5 июня 2003 года комиссии были представлены два варианта гимна «Айхал ырыата» и «Саргы ырыата». Комиссия тайным голосованием выбрала работу «Саргы ырыата» и рекомендовала представить её в Государственное Собрание Республики Саха. 15 июля 2004 года Государственным Собранием был утверждён государственный гимн.
27 апреля 2004 года состоялось первое официальное исполнение гимна в День Республики.

## Слова

### На якутском языке
Сахам сирэ дьоллоох тускуга

Саһарҕалыы ыҥыра ыллыыр.

Илинтэн арҕаа ол кустуга

Алмаас таас курдук сандаара сырдыыр.

Припев:

Барҕа быйаҥнаах Сахам дойдута

Модун Россия киэн туттуута,

Өркөн өрөгөй тойугун туойдун,

Үүнэр үйэҕэ үрдүү туруохтун!

Үллэр үөстээх Өлүөнэ Эбэ

Өлбөт мэҥэ угуттуур уулаах.

Элбэх омукка эрчим эбэр,

Или-эйэни олохтуур уохтаах.

Припев.

Ааспыт кэммит айхаллаах суола

Арчылыыр аар алгыһын биэрдэ.

Сахабыт сирэ дьоһун, дуолан

Сайдыы аартыгар түөрэҕэ түстэ.

Припев.

### На русском языке
Якутия, ты светом зари
К добру и счастью всех нас зовёшь,
Алмазной радугой ты горишь
И нас к победам грядущим ведёшь.

Припев:
Цвети и крепни, родная земля,
Расти и славься, Якутия.
Краса и гордость России ты всей,
Тебя раздольней нет и щедрей.

Привольно Лена наша течёт,
Водой живой до края полна.
Она согласье и силу несёт,
Дарует мир всем народам она.

Припев.
Земля Саха, святыни твои
С вершин веков напутствуют нас.
Мы путь продолжили предков своих,
И с честью мы их исполним наказ.

Припев.
— Перевод В. Н. Фёдорова

## Предыдущие гимны

### Саха, покрытая счастьем
Песня «Саха, покрытая счастьем» (якут. Саргылардаах сахаларбыт) был принят как гимн Тунгусской республики. Сам гимн был написан Адамом Скрябиным, а текст песни основан на стихотворении Алампы «Ыччат сахаларга». Само стихотворение было написано в 1917 году.

### Интернационал
«Интернационал» (якут. Интэрнэссийэнээл) был государственным гимном Союза Советских Социалистических Республик (СССР) и государственным гимном Российской Советской Федеративной Социалистической Республики с 1922 по 1944 год.
Якутский перевод гимна планировал написать Семён Новгородов. Из-за незнания текста гимна он передал это задание Платону Ойунскому. Перевод был закончен 7 декабря 1921 года и опубликован в газете «Ленская коммуна» 15 декабря 1921 года.

#### Перевод на якутский язык[8]
Туруй бары дойду кырыстаах,

Аччык кулут дьон аймаҕа!

Өйдөөх санаабыт саталанна,

Өлөр өскө тэрилиннэ

Албын баттал турбут олоҕун

Алын төрдүн алдьатаммыт —

Саҥа олоҕу салайдыбыт,

Бары барбах бастан турда.

Припев:

Дьиҥ бу баар кыргыһыыбыт

Муҥутуур муҥ бэрдэ.

Интэрнэссийэнээлтэн

Бар дьон сайдан турдун!

Таҥараттан күүстээх күн саартан,

Көҥул сордоох дьоҥҥо кэлбэт.

Көҥүл дьоллоох сырдык сорҕутун,

Сордоох сэрииттэн буллубут.

Хааннаах батталы алдьатарга,

Дьоллоох соргуну тутарга.

Кытартан дьиҥ чахчы кытардан,

Итии тимири батталааҥ.

Припев.

Үгүс күүстээх үлэ сэриитэ

Үрдүк дьолу оҥордубут.

Бары дойдуу сирин соргутун

Бар дьон дьолугар ыллыбыт.

Хааннаах хара ыттар дьоллорун

Сүллэр этиҥ хампарытта.

Дьоллоох үлэ күнүн сырдыга

Өрө күндээрэн таҕыста.

Припев.
— Перевод П. А. Ойунского

### Государственный Гимн Советского Союза
«Государственный гимн Советского Союза» (якут. Сэбиэскэй Сойуус өрөгөйүн ырыата), был официальным государственным гимном Союза Советских Социалистических Республик (СССР) и государственным гимном Российской Советской Федеративной Социалистической Республики с 1944 по 1991 год, заменив «Интернационал».

#### Использование гимна в Якутской АССР
После создания этого гимна сам гимн был популяризирован по всему Советскому Союзу. В Якутской АССР Якутский обком КПСС приказал всем районным и городским комитетам организовать популяризацию гимна с помощью газет, радио и создания учебных групп по написанию песен, в том числе на якутском языке.
Совет народных комиссаров Якутской АССР также поручил Радиокомитету записать якутскую версию гимна и систематически транслировать её. В общей сложности 15 000 экземпляров текстов были опубликованы и разосланы на листовках.

#### Якутский перевод гимна
Официальный перевод гимна на якутском языке был утверждён специальной комиссией. В состав комиссии входили глава АПО Якутского обкома Захаров, нарком просвещения Чемезов, историк Г. П. Башарин и композитор Марк Жирков.
В комиссию поступило девять переводов со всей Якутской АССР. Из всех представленных текстов были выбраны только слова Николая Егоровича Мординова и поэта Сергея Степановича Васильева. Оба были проинструктированы комбинировать оба перевода и представить их 12 января 1944 года. Окончательный перевод был утверждён Президиумом Верховного Совета СССР 26 июня 1944 года.

### Песня Саха
«Песня Саха» (якут. Саха ырыата) — стихотворение Алампа, написанное в 1919 году. Музыку написал Адам Скрябин.
Песня стала символом сопротивления советской власти в Якутской области с 1921 по 1923 годы. Автор поэмы Алампа был назван частью «националистической буржуазией». Алампа был отправлен в Соловецкий лагерь после ареста. Композитор песни, Адам Скрябин, уехал за границу, чтобы избежать преследования, и был заочно судим.
После долгого времени песня была разрешена советским правительством для публичного исполнения. Первое исполнение этой песни состоялось на праздновании Дня Победы в Якутской АССР в 1945 году с граммофонной пластинки. Песня была предложена стать гимном Республики Саха в 1990 году.
В настоящий момент песня используется в качестве гимна Таттинского улуса.

### Песня славы
«Песня славы» (якут. Айхал ырыата), также Счастливые свободы начались (якут. Саргы дьаалы салалынна) — неофициальный гимн Республики Саха с 1995 по 2003 год, использовавшийся на официальных мероприятиях. Песня взята из заключительной части оперы «Нюргун Боотур». Музыка была написана якутским композитором Марком Жирковым совместно с Генрихом Литинским, стихи известного якутского писателя Дмитрия Сивцева (Суорун Омоллоон). В 2003 году нынешний гимн республики был рекоммендован к принятию и утверждён в 2004 году.
Саргы дьаалы салалынна,

Өрөгей талаан үрдээтэ!

Аан дойду арчыланна,

Айыы аймах дьоллонно!

Харах уута ханыннын,

Тохтор хаан аҕыннын!

Ааспыт-туорбут астыннын.

Ииммит-хаппыт тылыннын!

Эрэй-буруй эһиннин,

Муҥнаах-сордоох дьоллоннун!

Дьоллоох туона тунаардын,

Барҕа быйаҥ тэнийдин.

Күнүс эрэ күндээрдин,

Сайын эрэ сандаардын!

Икки атах ийэ сирэ

Инникитин биир буоллун!

Саастарга сандаардын!

Айхал-мичил! Күөгэл-нусхал!

Нарын-наскыл! Уруй-туску!

Айхал! Айхал! Айхал!